# Scottish Football Hall of Fame
Scottish Football Hall of Fame er den officielle hall of fame for skotsk fodbold. Den blev oprettet i 2004, og hvert år nomineres nye medlemmer til optagelse af henholdsvis fans og eksperter. Danske Brian Laudrup og svenske Henke Larsson blev de første udlændinge, der blev optaget, da de kom med i grupperingen i 2006. Af andre kendte medlemmer kan nævnes Kenny Dalglish, Billy Bremner, Alex Ferguson og Alan Hansen.

## Medlemmer
Nedenstående er en fuld liste over de personer, der (pr. august 2014) er blevet optaget i Scottish Football Hall of Fame:
| Optaget i | Person              | Reference |
| --------- | ------------------- | --------- |
| 2004      | Jim Baxter          | [ 2 ]     |
| 2004      | Billy Bremner       | [ 2 ]     |
| 2004      | Matt Busby          | [ 2 ]     |
| 2004      | Kenny Dalglish      | [ 2 ]     |
| 2004      | Alex Ferguson       | [ 2 ]     |
| 2004      | Hughie Gallacher    | [ 2 ]     |
| 2004      | John Greig          | [ 2 ]     |
| 2004      | Jimmy Johnstone     | [ 2 ]     |
| 2004      | Denis Law           | [ 2 ]     |
| 2004      | Dave Mackay         | [ 2 ]     |
| 2004      | Danny McGrain       | [ 2 ]     |
| 2004      | Jimmy McGrory       | [ 2 ]     |
| 2004      | Billy McNeill       | [ 2 ]     |
| 2004      | Willie Miller       | [ 2 ]     |
| 2004      | Bobby Murdoch       | [ 2 ]     |
| 2004      | Bill Shankly        | [ 2 ]     |
| 2004      | Gordon Smith        | [ 2 ]     |
| 2004      | Graeme Souness      | [ 2 ]     |
| 2004      | Jock Stein          | [ 2 ]     |
| 2004      | Willie Woodburn     | [ 2 ]     |
| 2005      | Charles Campbell    | [ 3 ]     |
| 2005      | Alex James          | [ 3 ]     |
| 2005      | Joe Jordan          | [ 3 ]     |
| 2005      | Bobby Lennox        | [ 3 ]     |
| 2005      | Jim McLean          | [ 3 ]     |
| 2005      | Alex McLeish        | [ 3 ]     |
| 2005      | Alan Morton         | [ 3 ]     |
| 2005      | Lawrie Reilly       | [ 3 ]     |
| 2005      | William Waddell     | [ 3 ]     |
| 2005      | John White          | [ 3 ]     |
| 2005      | George Young        | [ 3 ]     |
| 2006      | Davie Cooper        | [ 4 ]     |
| 2006      | Tommy Gemmell       | [ 4 ]     |
| 2006      | Richard Gough       | [ 4 ]     |
| 2006      | Willie Henderson    | [ 4 ]     |
| 2006      | Sandy Jardine       | [ 4 ]     |
| 2006      | Henrik Larsson      | [ 4 ]     |
| 2006      | Brian Laudrup       | [ 4 ]     |
| 2006      | Willie Ormond       | [ 4 ]     |
| 2006      | John Robertson      | [ 4 ]     |
| 2006      | Billy Steel         | [ 4 ]     |
| 2006      | Tommy Walker        | [ 4 ]     |
| 2007      | Willie Bauld        | [ 5 ]     |
| 2007      | Eric Caldow         | [ 5 ]     |
| 2007      | Jimmy Cowan         | [ 5 ]     |
| 2007      | Alan Hansen         | [ 5 ]     |
| 2007      | Ally McCoist        | [ 5 ]     |
| 2007      | Rose Reilly         | [ 5 ]     |
| 2007      | Walter Smith        | [ 5 ]     |
| 2007      | Gordon Strachan     | [ 5 ]     |
| 2007      | Eddie Turnbull      | [ 5 ]     |
| 2008      | Bobby Evans         | [ 1 ]     |
| 2008      | Archie Gemmill      | [ 1 ]     |
| 2008      | Derek Johnstone     | [ 1 ]     |
| 2008      | Jim Leighton        | [ 1 ]     |
| 2008      | Billy Liddell       | [ 1 ]     |
| 2008      | Ian St. John        | [ 1 ]     |
| 2008      | Bill Struth         | [ 1 ]     |
| 2008      | John Thomson        | [ 1 ]     |
| 2009      | Steve Archibald     | [ 6 ]     |
| 2009      | Bertie Auld         | [ 6 ]     |
| 2009      | Jimmy Delaney       | [ 6 ]     |
| 2009      | Alan Gilzean        | [ 6 ]     |
| 2009      | Mo Johnston         | [ 6 ]     |
| 2009      | Paul Lambert        | [ 6 ]     |
| 2009      | Willie Maley        | [ 6 ]     |
| 2009      | David Meiklejohn    | [ 6 ]     |
| 2010      | Craig Brown         | [ 7 ]     |
| 2010      | Andy Goram          | [ 7 ]     |
| 2010      | Bobby Johnstone     | [ 7 ]     |
| 2010      | Paul McStay         | [ 7 ]     |
| 2010      | David Narey         | [ 7 ]     |
| 2010      | Tiny Wharton        | [ 7 ]     |
| 2011      | Terry Butcher       | [ 8 ]     |
| 2011      | Pat Crerand         | [ 8 ]     |
| 2011      | Robert Smyth McColl | [ 8 ]     |
| 2011      | Ronnie Simpson      | [ 8 ]     |
| 2012      | Pat Stanton         | [ 9 ]     |
| 2012      | Bob McPhail         | [ 9 ]     |
| 2012      | Gordon McQueen      | [ 9 ]     |
| 2012      | Frank McLintock     | [ 9 ]     |
| 2012      | Andrew Watson       | [ 9 ]     |
| 2013      | Bobby Walker        | [ 10 ]    |
| 2013      | Eddie Gray          | [ 10 ]    |
| 2013      | Alan Rough          | [ 10 ]    |
| 2013      | Scot Symon          | [ 10 ]    |
| 2013      | Martin Buchan       | [ 10 ]    |
| 2013      | Tommy Docherty      | [ 10 ]    |